# Yaa Asantewaa
Yaa Asantewaa (Besease, 1840 – Seychelles, 17 ottobre 1921) è stata una regina madre dell'impero ashanti, e nel 1900 ne guidò la guerra d'indipendenza contro l'impero britannico.

## Biografia
Yaa Asantewaa nasce nel 1840 nel villaggio di Besease, figlia di Kwaku Ampoma e Ata Po, nel clan reale matrilineare Asona di Edweso, una comunità vicina di cui suo fratello minore, Afrane Panin, divenne capo. Trascorse l'infanzia in tranquillità, coltivando la terra attorno al villaggio di Boankra, e contrasse un matrimonio poligamo con un uomo di Kumasi da cui ebbe una figlia.
Negli anni Settanta del 1800, la confederazione ashanti venne scossa da una guerra civile per la corona dopo la deposizione dell'ultimo re. Nel frattempo il fratello di Yaa Asantewaa morì e venne sostituito da Kofi Tene, il nipote di Yaa Asantewaa, figlio di sua figlia, che divenne un forte sostenitore del nuovo re, Prempeh I. Nel 1896, Prempeh rifiutò ai britannici la completa resa dell'impero ashanti, venendo deportato in Sierra Leone insieme a Kofi Tene e ad altri suoi sostenitori. Dopo quattro anni di negoziati infruttuosi, durante una riunione Yaa Asantewaa si rivolse ai capi ashanti con le seguenti parole:
Dopodiché sequestrò una pistola e sparò un colpo per un dimostrare quanto fosse determinata a scendere in guerra. Avendo così convinto i capi ashanti a sollevarsi in rivolta contro l'impero britannico, venne nominata comandante delle forze armate. Stabilita la propria base a Edweso, ordinò una razzia del forte inglese a Kumasi, interrompendo le linee di approvvigionamento e riuscendo in tal modo a riprendere il controllo della città. Quando i britannici avanzarono fino ad Edweso, riuscì a depistarli mentre fuggiva verso il villaggio di Offinso, dove stabilì un nuovo quartier generale. Fu costretta ad arrendersi quando il nemico catturò sua figlia e alcuni dei suoi nipoti, ed esiliata alle Seychelles, dove morì nel 1921. Il suo ruolo di stratega nella guerra d'indipendenza fu tanto grande che essa è prevalentemente nota come "guerra di Yaa Asantewaa".

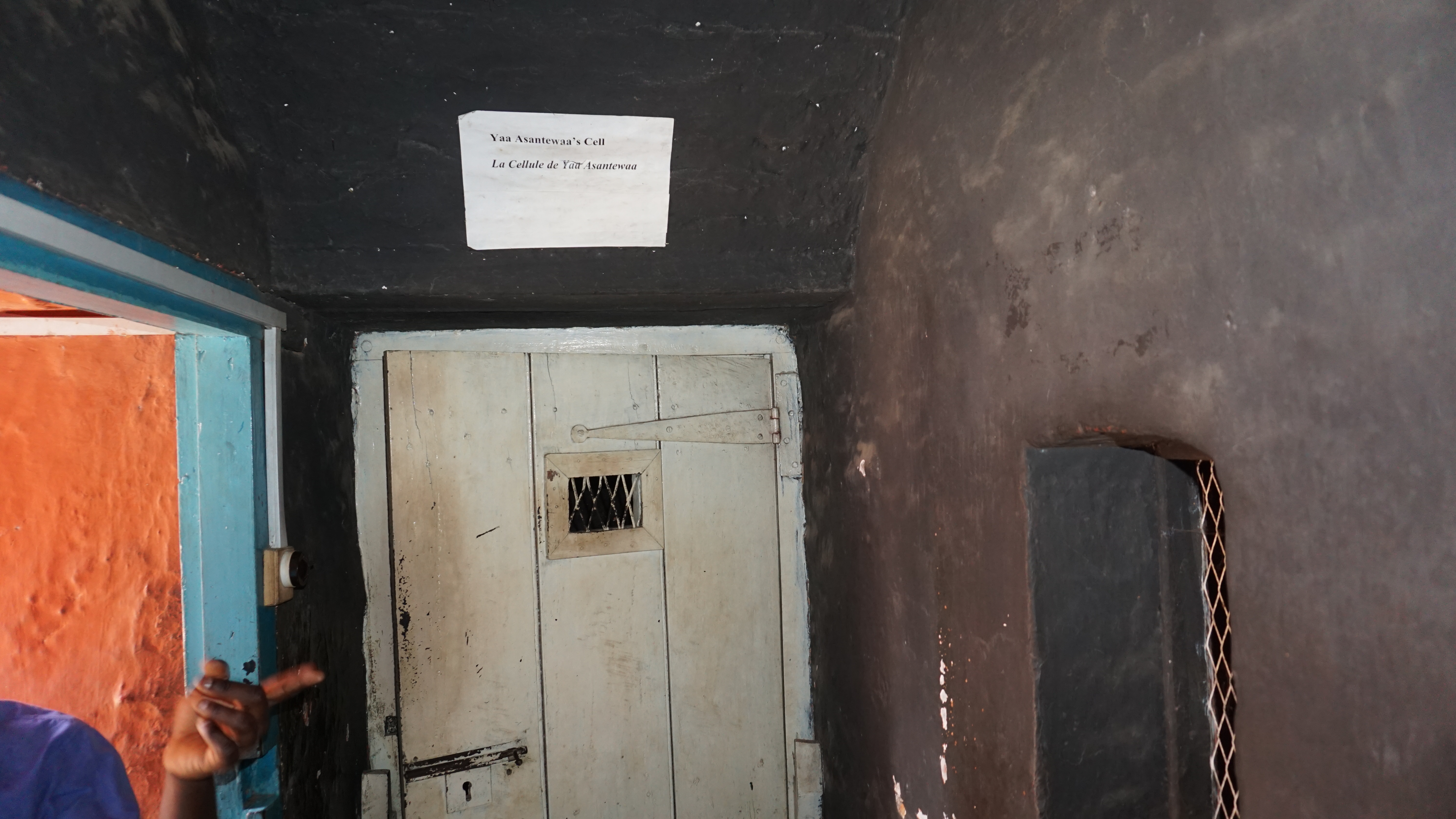
Cella di Yaa Asantewaa.

Tre anni dopo la sua morte, Prempeh I ricevette il permesso di ritornare in Ashanti e si assicurò che i resti di Yaa Asantewaa e degli altri ashanti esiliati venissero restituiti per ricevere sepoltura.

## Lascito
Il popolo del Ghana, in cui l'impero ashanti venne inglobato, considera Yaa Asantewaa come una regina madre che ha esercitato il suo peso politico e sociale per aiutare a difendere il suo regno. Il ruolo che ha svolto nel convincere gli uomini ashanti a combattere gli inglesi sembra sia disceso dalle tradizioni matriarcali della loro comunità. L'appello di Yaa Asantewaa all'intervento delle donne dell'impero ashanti si basò sugli obblighi politici che queste avevano e sui loro ruoli nei processi legislativi e giudiziari: i governi maschili erano infatti completati da controparti femminili. All'interno del villaggio, le donne, denominate aberewa o ôbaa panyin, erano responsabili degli affari femminili, e una ôbaa panyin sedeva come membro del consiglio del villaggio, noto come ôdekuro, costituito dalle anziane a capo delle matrilinee (mpanyimfo).
Yaa Asantewaa è ricordata in una canzone che recita:
La donna che combatte davanti ai cannoni

Hai ottenuto grandi cose

Hai fatto bene»